# Wydział Architektury Wnętrz, Wzornictwa i Scenografii Akademii Sztuk Pięknych im. Eugeniusza Gepperta we Wrocławiu
Wydział Architektury Wnętrz i Wzornictwa Akademii Sztuk Pięknych im. Eugeniusza Gepperta we Wrocławiu – jeden z czterech wydziałów Akademii Sztuk Pięknych im. Eugeniusza Gepperta we Wrocławiu. Jego siedziba znajduje się przy Placu Polskim 3/4 we Wrocławiu.

## Struktura
- Katedra Scenografii
  - Pracownia Scenografii Teatralnej
  - Pracownia Scenografii Filmowej i TV
  - Pracownia Scenografii Teatru Lalek
  - Pracownia Innych Form Teatralnych[2]
- Katedra Architektury Wnętrz
  - Pracownia Podstaw Kształtowania
  - I Pracownia Projektowania Mebli
  - II Pracownia Projektowania Mebli
  - I Pracownia Projektowania Architektury Wnętrz Multimedialnych
  - II Pracownia Projektowania Architektury Wnętrz
  - III Pracownia Projektowania Architektury Wnętrz
  - Pracownia Projektowania Przestrzeni Wystawienniczych
  - Pracownia- laboratorium działań interaktywnych i multimedialnych
  - Pracownia Projektowania Architektonicznego
  - Pracownia Komputerowego Wspomagania Projektowania
  - Pracownia Technik Przekazu Projektowego
  - I Pracownia Podstaw Projektowania Architektury Wnętrz
  - II Pracownia Podstaw Projektowania Architektury Wnętrz
  - Pracownia Podstaw Projektowania Mebli
  - Pracownia Podstaw Projektowania Wystaw
  - Pracownia Kompozycji Płaskiej i Przestrzennej[3]
- Katedra Wzornictwa Przemysłowego
  - Pracownia Projektowania Środków Transportu
  - Pracownia Projektowania Produktu
  - Pracownia Projektowania Komunikacji Wizualnej
  - Pracownia Projektowania Narzędzi i Środowiska Pracy
  - Pracownia Projektowania Obiektów Codziennego Użytku
  - Pracownia Projektowania Kinetycznego
  - Pracownia Projektowania Wstępnego
  - Pracownia Technik Prezentacyjnych
  - Pracownia Projektowania Edytorskiego[4]

## Kierunki studiów
- Architektura Wnętrz
- Scenografia
- Wzornictwo[5]

## Władze
Dziekan: dr hab. Urszula Smaza-Gralak, prof. ASP

Prodziekan: dr Mieczysław Piróg